# Noblella personina
Noblella personina es una especie de anfibio anuro de la familia Craugastoridae.

## Distribución geográfica
Esta especie es endémica de la provincia de Morona-Santiago en Ecuador.

## Descripción
Los machos miden de 14 a 16 mm y las hembras de 15 a 18 mm.

## Publicación original
- Harvey, Almendáriz, Brito & Batallas, 2013: A new species of Noblella (Anura: Craugastoridae) from the Amazonian slopes of the Ecuadorian Andes with comments on Noblella lochites (Lynch). Zootaxa, n.º 3935 (1), p. 1-14.[3]